# Alex Chow
Alex Chow Wing Hong (Chino: 周永康; nacido el 18 de agosto de 1990) es un activista de Hong Kong, exalumno de la Universidad de Hong Kong y exlíder la Federación de Estudiantes de Hong Kong.

## Nominación al Premio Nobel de la Paz de 2018
En febrero de 2018, Nathan Law, Joshua Wong y él mismo fueron nominados al Premio Nobel de la Paz, junto a todo el Movimiento Umbrella por legisladores estadounidenses, en especial Marco Rubio, por sus "pacíficos esfuerzos para llevar reforma política y proteger las libertades y autonomía garantizadas a Hong Kong en el acuerdo Sino-Británico".